# 1965年美軍運輸機香港墜海事故
美軍運輸機香港墜海事故於1965年8月24日在英屬香港發生，美國海軍陸戰隊的一架洛歇KC-130F大力士型運輸機從啟德機場13號跑道起飛，但立即衝落維多利亞港油塘海面，當時機上有機組員6人及乘客65人，有59人在空難中死亡。是啟德機場在1925年至1998年運作期間最嚴重的事故，亦是香港有記錄至今最多人喪生的空難。

## 經過
肇事的KC-130F運輸機，於前往南越前，於香港啟德機場稍作休息及補給，當天起程前往西貢。飛機於啟德機場13跑道起飛後不久，1號螺旋槳引擎的推力反向器突然開啟，並導致飛機失控向左轉，撞擊防波堤後衝入油塘工業區對出40呎的海面，飛機隨即沉入海中。

## 調查
事後調查認為是因為4具引擎中的1號引擎發生故障，導致起飛失敗，於爬升時迅即墜毀在海上。

## 外部連結
- Aviation Safety Network （页面存档备份，存于）

| 香港史上最多人死亡的空難 | 第二多人死亡： 1948年中航客機西貢火石洲墜毀事故（33死） | 第三多人死亡： 1951年太平洋海外航空港島畢架山撞毀事故（26死） | 第四多人死亡： 1967年泰國國際航空601號班機（24死） |